# 告白 (野口五郎の曲)
「告白」（こくはく）は、1974年4月25日に発売された野口五郎の12枚目のシングルである。

## 収録曲
- 全曲作詞：千家和也／作曲・編曲：馬飼野俊一

1. 告白
2. 友よ、君のために